# P-toluilsav
A p-toluilsav (4-metilbenzoesav) szubsztituált benzoesav, képlete CH3C6H4COOH.
A p-xilol tereftálsavvá történő ipari oxidációja során köztitermék bizonyos eljárásokban. A tereftálsavat polietilén-tereftalát gyártásához használják. Ez fehér kristályos anyag, mely vízben gyakorlatilag oldhatatlan, de acetonban oldódik.

## Fordítás
Ez a szócikk részben vagy egészben  a   P-Toluic acid című angol Wikipédia-szócikk ezen változatának fordításán alapul.  Az eredeti cikk szerkesztőit annak laptörténete sorolja fel. Ez a jelzés csupán a megfogalmazás eredetét és a szerzői jogokat jelzi, nem szolgál a cikkben szereplő információk forrásmegjelöléseként.